# Torrent dels Jueus
Torrent dels Jueus är ett vattendrag i Spanien.   Det ligger i regionen Balearerna, i den östra delen av landet, 600 km öster om huvudstaden Madrid. Torrent dels Jueus ligger på ön Mallorca.